# Distretto di Delhi Ovest
Il distretto di Delhi Ovest è un distretto di Delhi, in India, di 2 119 641 abitanti. La sede del distretto è situata nel quartiere di Punjabi Bagh.